# Honoré Lantenois
Honoré Lantenois (sinh ngày 13 tháng 11 năm 1863 tại Strasbourg; mất 1940) là một nhà địa chất và sỹ quan quân đội Pháp. Ông có nhiều hoạt động địa chất ở Đông Dương và Việt Nam hồi đầu thế kỷ 20.
Ông là con của Jean-Baptiste Lantenois, một sĩ quan hải quân Pháp và Marie Félicité Ducanchez. Từ năm 1882 đến năm 1885, ông học tại học viện quân sự "Prytanée militaire La Flèche" ở thị trấn La Flèche, và từ năm 1886 đến năm 1888, ông học địa chất - mỏ tại École des Mines de Paris ở Paris và  trở thành kỹ sư.

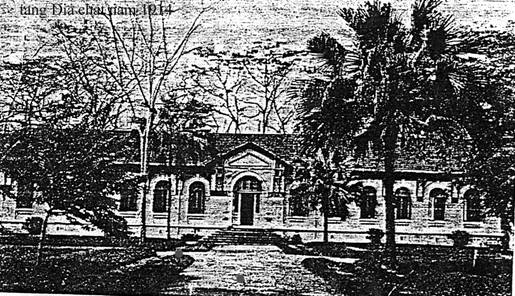
Bảo tàng Địa chất Đông Dương năm 1914. Nay trong khuôn viên Tổng cục Địa chất và Khoáng sản, số 6 Phạm Ngũ Lão, Hà Nội

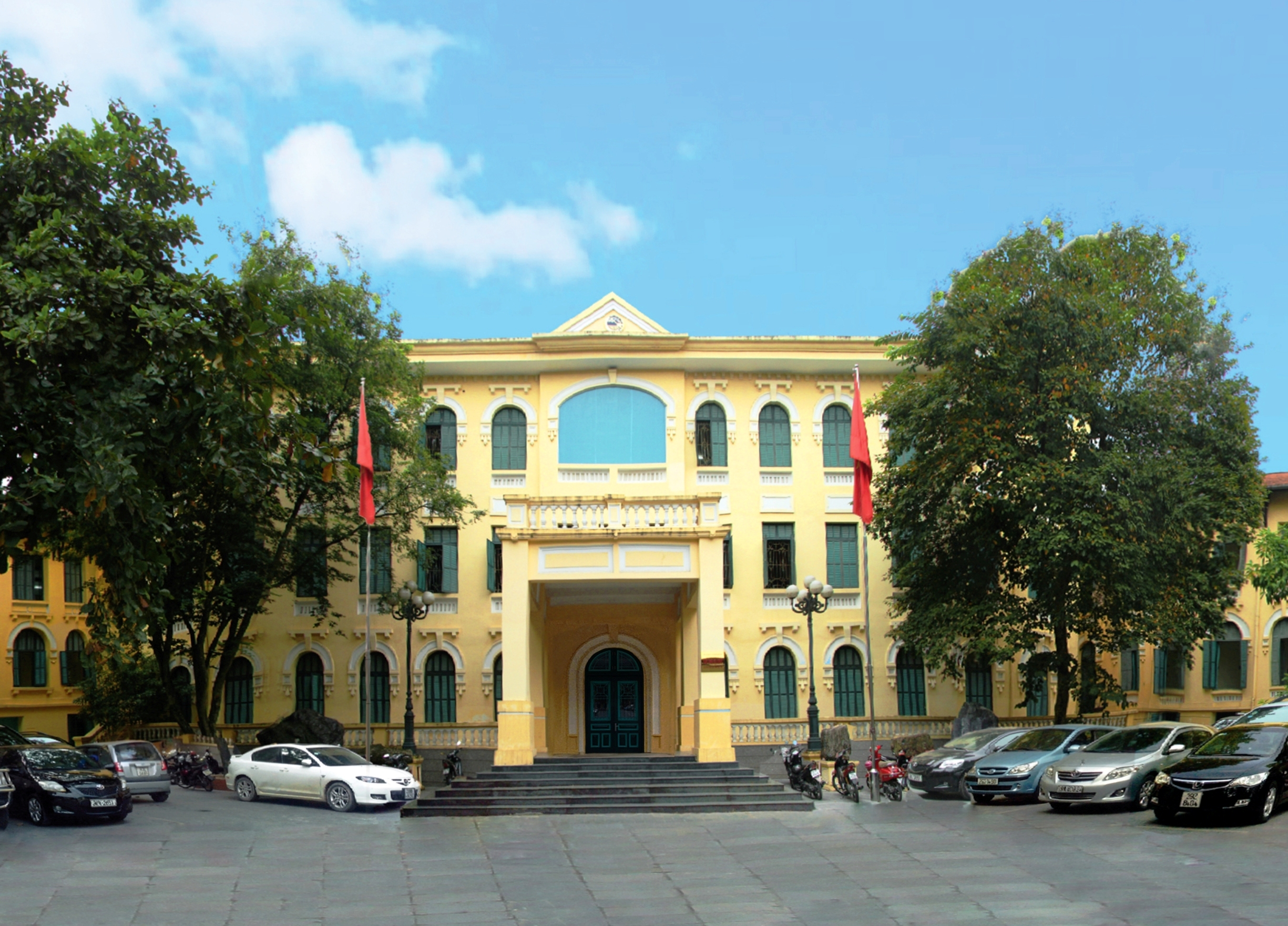
Bảo tàng Địa chất hiện nay, 2020

Năm 1896 ông gia nhập Hội Địa chất Pháp (Société géologique de France). Năm 1903, ông đến Hà Nội, khi đó thuộc quyền kiểm soát của Pháp như một phần của Đông Dương thuộc Pháp, và đứng đầu chuyến thám hiểm địa chất đến Vân Nam liên quan đến việc xây dựng tuyến đường sắt giữa Hoành Điếm ở Việt Nam và Côn Minh ở Vân Nam (1904–1910). Ông cùng với Henri Mansuy được giao xây dựng Bảo tàng Địa chất, đặt trong khuôn viên của Sở và hoàn thành năm 1914 , nơi nay là Bảo tàng Địa chất Việt Nam.
Sau đó ông được bổ nhiệm Kỹ sư trưởng thuộc Sở Địa chất Đông Dương (SGI, Service Geologique de l´Indochine) có trụ sở tại Hà Nội. Là một phần của nghiên cứu địa chất, Honoré cùng với nhà địa chất Jacques Deprat và nhà khảo cổ Henri Mansuy đến địa điểm hóa thạch ở Chengjiang, khu vực  mà sau đó một thế kỷ được công bố là di sản thế giới, và tiến hành khảo sát ở đó từ năm 1907 đến năm 1912. Họ đã xuất bản các bài báo về việc phát hiện ra hóa thạch trilobite và các động vật chân đốt khác.
Năm 1914, ông được bổ nhiệm làm cố vấn về mỏ trong chính quyền bảo hộ của Pháp ở Maroc. Khi chiến tranh bùng nổ, ông được phong quân hàm trung tá tại tổng hành dinh của quân đội Pháp.
Năm 1917, Lantenois trở lại Đông Dương, và cùng với Henri Mansuy, buộc tội người bạn cũ của họ là Jacques Deprat đã có hành vi gian lận làm giả hóa thạch trilobite, lấy từ Bohemia và đưa vào bộ sưu tập hóa thạch Đông Dương. Deprat bị đình chỉ hoạt động vào năm 1917 và bị trục xuất khỏi Hiệp hội Địa chất Pháp vào tháng 11 năm 1919.
Năm 1919, Lantenois được bổ nhiệm làm giám sát viên chung cấp độ hai, và ông kết thúc sự nghiệp của mình với tư cách là giám sát viên chung hạng nhất và phó chủ nhiệm của Hội đồng khai thác Đông Dương.